# ビリアナ・ヴチコヴァ
- ビリアナ・バチコバ

ビリアナ・ヴチコヴァ（ブルガリア語: Биляна Вучкова, ラテン文字転写例：Biliana Vuchkova, Biliana Voutchkova, 1972年3月28日 - ）は、ブルガリア出身のヴァイオリニスト。

## 経歴
プロヴディフの音楽一家の家に生まれた。4歳よりヴァイオリンをはじめ、1979年から1991年までソフィア国立音楽院に在籍。この間の1980年には国内のコンクールで2位入賞を果たし、1988年にはヤロスラフ・コチアン国際音楽コンクールで2位となった。
音楽院卒業後は1994年まで南カリフォルニア大学に留学してアーティスト・ディプロマを取得し、1994年から1996年までマネス音楽大学に在学してヴァイオリン演奏で修士号を得た。1995年から1999年までニューヨークのジュピター交響楽団のコンサートマスターを務め、1998年から2003年までボストン・フィルハーモニー管弦楽団の副コンサートマスターとなった。2000年から2008年まではボストン・モダン・オーケストラ・プロジェクトの副コンサートマスターも務め、2009年には即興音楽集団グレープシェードの共同設立者となった。

## 日本との関係
1988年、高校生のときに「明治ブルガリアヨーグルト」のTVコマーシャルに登場している。